# 毒矢

ナミビアのサン人による毒矢作成の様子。

毒矢（どくや）は、鏃（やじり）に様々な種類の毒素を塗りつけ、殺傷力を高めた矢の総称。弓矢を基本とするが、吹き矢・銛・槍などの射撃・投擲武器にも、毒を塗り使用する場合がある。また、これらの武器に塗布して使用される毒素は矢毒（やどく）と総称される。
毒矢は、狩猟・戦争・暗殺などの場面で標的をより確実に仕留めるために使用される。毒矢が標的に命中した際、鏃に塗布された毒素は血液を通じ全身に回り、速やかに麻痺などの症状を引き起こし、標的を行動不能に追い込む。矢が急所に当たらずとも標的の逃走や反撃を防ぐ効果があるなど利便性は高く、旧石器時代以来、人類に古くから使用されてきた。

## 毒矢の起源

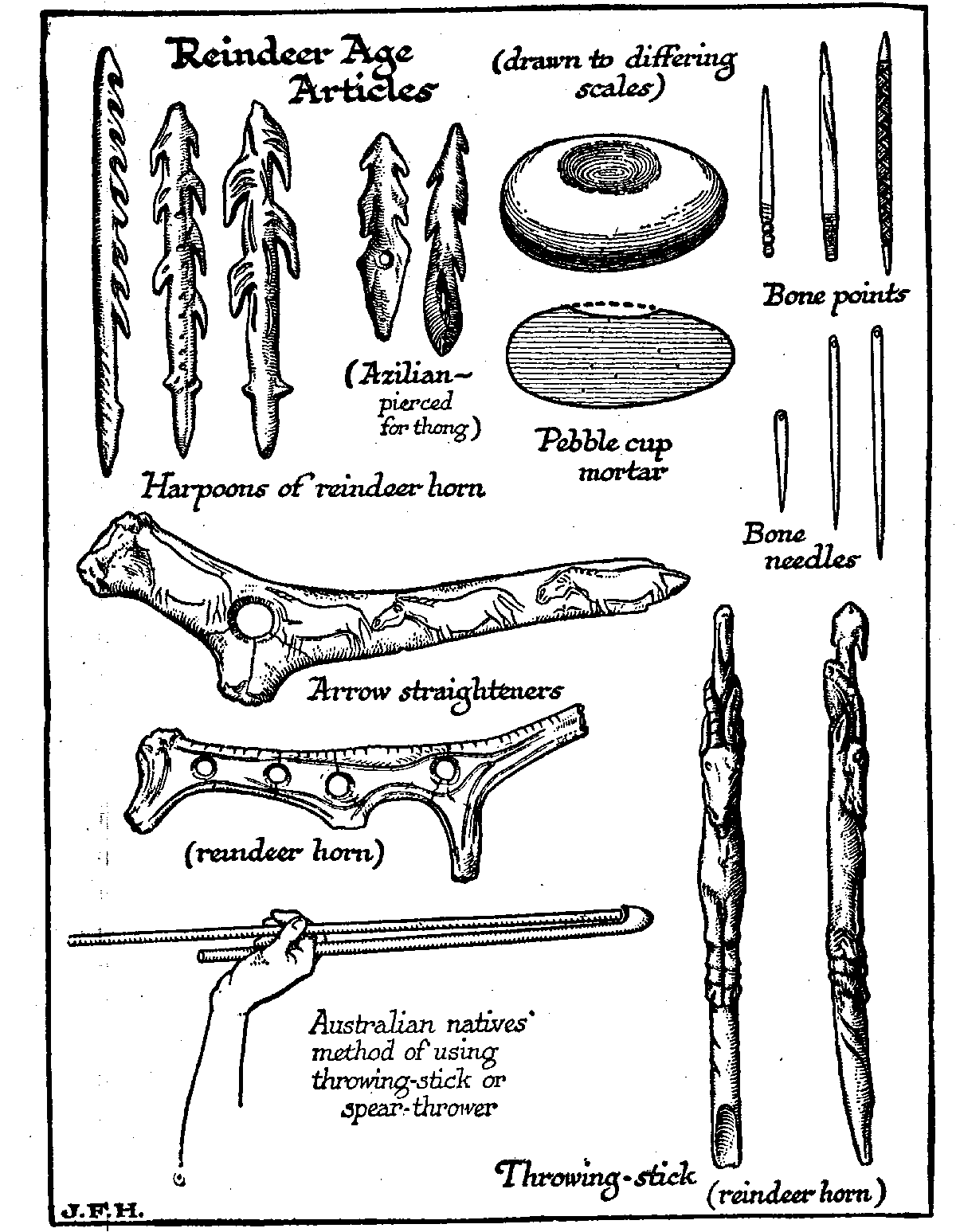
鹿角製の武器。銛先（左上）や槍先（右上）の表面の溝が、毒物を盛るための工夫と考えられる。下は、それらを投げるためのアトラアトラ（投槍器）。

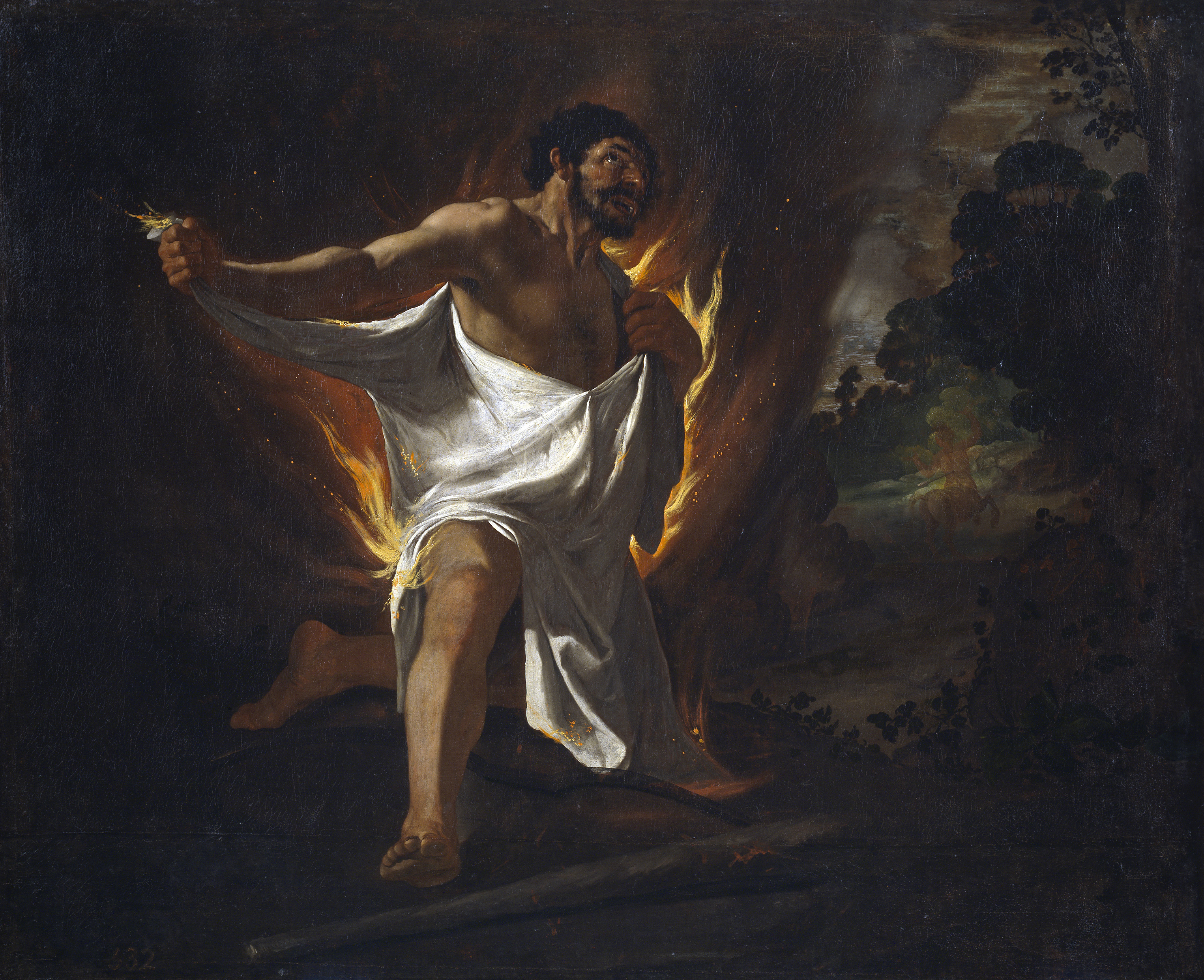
フランシスコ・デ・スルバラン画『ヘーラクレースの死』。彼は間接的に自分の矢の毒により死亡した。

### 毒物の武器利用の開始
毒物の武器への利用は、旧石器時代に石斧・槍などの武器が使用されるようになって程なく始まったと考えられるが、不明確な点が多い。化石人類が活用し得た動物毒・植物毒の多くは有機質であり、遺物として残りにくいからである。ただ、発掘された旧石器時代の骨角器の槍先・鏃には表面に溝を彫ったものがあり、毒物を盛るための加工と考えられている。

### 神話に見る毒矢
時代が下り、世界各地で宗教・神話が形成されると、その中に毒矢が登場し、該当地域での毒矢の存在を裏付けるものとなる。以下に例を挙げる。
ギリシア神話
英雄ヘーラクレースが巨大な毒蛇の怪物ヒュドラーを退治した際その血液を手に入れ、毒矢の材料に用いた。ヘーラクレースはその毒矢で巨人エウリュトスを倒すなどの活躍を見せるが、後に誤って師ケイローンの死の原因を作ってしまう。また彼はケンタウロスのネッソスをヒュドラーの毒矢で射殺したが、ネッソスの血で染められた衣服を身に纏ったため毒が身体に回り死亡することとなった。
仏教説話
初期の仏教経典である阿含経に収められた釈迦の説法のひとつとされるものに「毒矢の例え」がある。ある人が釈迦に、「この世は永久のものでしょうか、無常のものでしょうか。世界には限りがあるのでしょうか、無限のものでしょうか…」等々、次々に質問を浴びせた。釈迦はその質問に直接は答えず、「毒矢に当たった者が、矢を抜く前に『矢を放った者は誰か、矢の材質は、私を診察する医師の名は、その階級は…』と聞いていたらどうなるだろうか。」と言い、真理を知るためには順番があると諭した。
プーラン族の神話
世界の始まりには、太陽は9人の姉妹神であり、月は10人の兄弟神だった。これらの神々は大神グメイヤに反旗を翻して一斉に空に現れ、地上の生物全てを焼き殺そうとした。怒ったグメイヤは、8つの太陽と9つの月を毒矢で射殺したため太陽と月は1つずつとなり、最後の月も毒矢がそばを掠めたのに恐怖したため、月は熱を失ったのだという。
日本神話
磐余彦尊（後の神武天皇）の東征の際、大和地方で東征に抵抗した豪族である長髄彦の「痛矢串」によって、磐余彦尊の兄である五瀬命は深傷を受け、その傷が元で死亡した。この「痛矢串」は「痛烈な威力の矢に串刺しにされた、貫かれた」と解釈するのが一般的である一方、これを毒矢と解釈する意見もある。

## 毒矢の製法

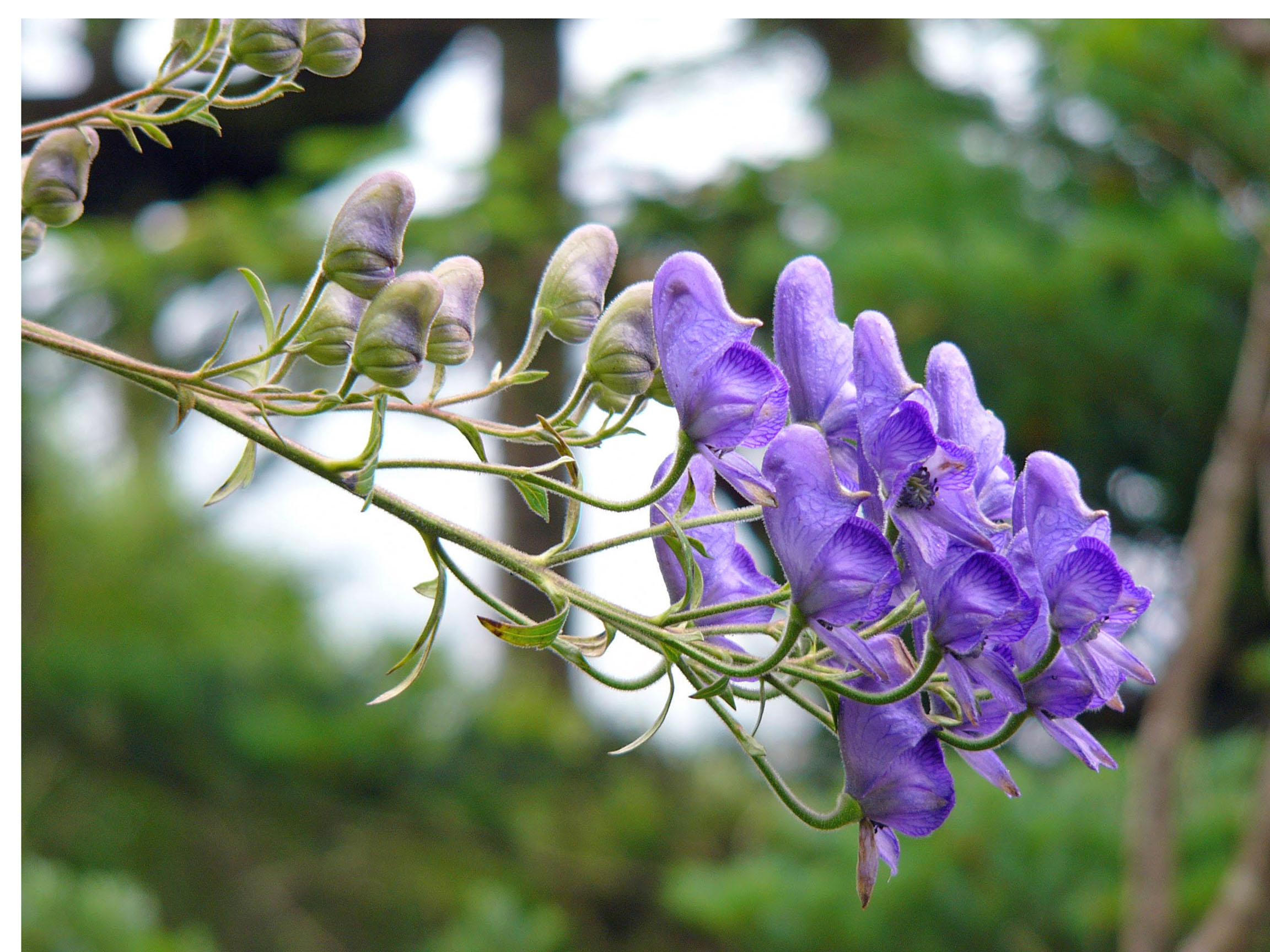
植物原料の例 - トリカブト

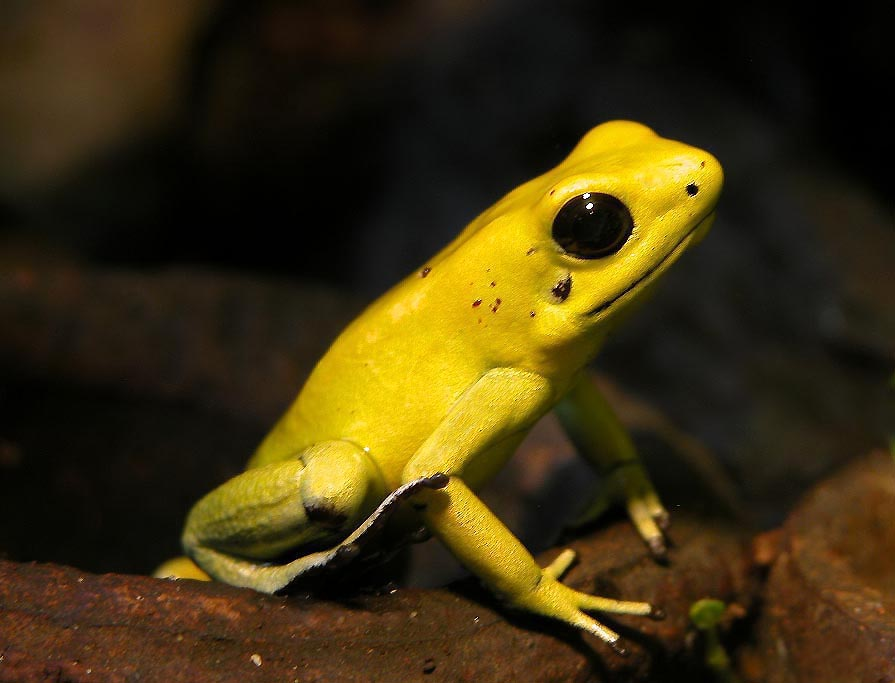
動物原料の例 - モウドクフキヤガエル

### 矢毒の原料
矢毒の原料は、地域により多種多様である。有毒な植物・動物から抽出したアルカロイドや強心配糖体等が利用されるが、いずれも自然毒であり生薬として抽出されるため、主要毒素の他にも雑多な物質が入り混じったものである。以下に主だった原料を挙げる。括弧内はその動植物の代表的な毒素を指す。
植物毒
トリカブト（アコニチン）、キョウチクトウ（オレアンドリン、ウアバイン）、ツヅラフジ（d-ツボクラリン）、マチン（c-トキシフェリン、ストリキニーネ）、イポー（Antiaris toxicaria）（アンチアリン）、ジギタリス（ジギトキシン）、マメ科植物（フィゾスチグミン）等
動物毒
ヤドクガエル（バトラコトキシン）、ヘビ類（α-ブンガロトキシン等）、フグ類（テトロドトキシン）、サソリ類（セロトニン）、クモ類、エイ類、ムカデ類等

### 調剤と矢への塗布
上記のような原料から、樹液を採取する・すり潰す・熱す・水にさらす等の方法で毒素が抽出される。複数種の材料を調合することも一般的であり、その場合は毒素同士の拮抗を避け、協力を引き出す調合法が経験的に用いられている。毒液を煮詰めて濃度を上げる、腐敗させるといった方法で毒素を強化する場合もある。
完成した矢毒は、「毒液に矢を浸して乾燥、を繰り返す」「タール状にして、鏃に彫られた溝に塗り込む」「鏃に松脂を塗り、乾燥させ粉末にした毒素をまぶす」等の方法で矢の先端に展着される。矢柄・矢尻に先端を尖らせた葦など中空の植物の茎を用いて中に毒液を仕込み、注射針の要領で矢毒を打ち込む方法もあった。
但し、毒性は強ければ良いとは限らない。狩猟に毒矢を用いる場合、食肉が汚染されては意味がないからである。二次的な中毒を避けるため、「調剤の段階で適度に毒性を抑える」「消化管から吸収されない毒を使う（d-ツボクラリン等）」といった工夫がされる。また、狩猟の現場では、獲物を仕留めたら直ちに毒矢の傷口周辺の肉はこそぎ取って捨てられる。

### 毒矢に付与された神秘性
このように作成される矢毒・毒矢は、適正に取り扱わなければ重大な事故を引き起こし、容易に悪用も可能な、危険なものである。また、化学的知識のない古代人にとって、矢毒による獲物の速やかかつ異常な死は、神の力によるものと信じられた。よって矢毒の調合や毒矢の作成・保管をシャーマンの様な限られた立場の者に任せ、製造法を秘密のものとして神秘性を持たせた民族もあった。

## 世界各地の毒矢
世界の毒矢文化は、高度に発達した地域と未発達な地域の差が大きい。名古屋学院大学教授で民族学者・毒物学者の石川元助は、毒矢の文化圏を主要な矢毒と関連付け、4つに大別している。
- トリカブト毒文化圏 - 東北アジア・シベリア・アラスカ[11]
- イポー毒文化圏 - 東南アジア
- ストロファントゥス毒文化圏 - アフリカ
- クラーレ毒文化圏 - 南アメリカ

以下、世界各地の毒矢文化について概説する。

### 日本

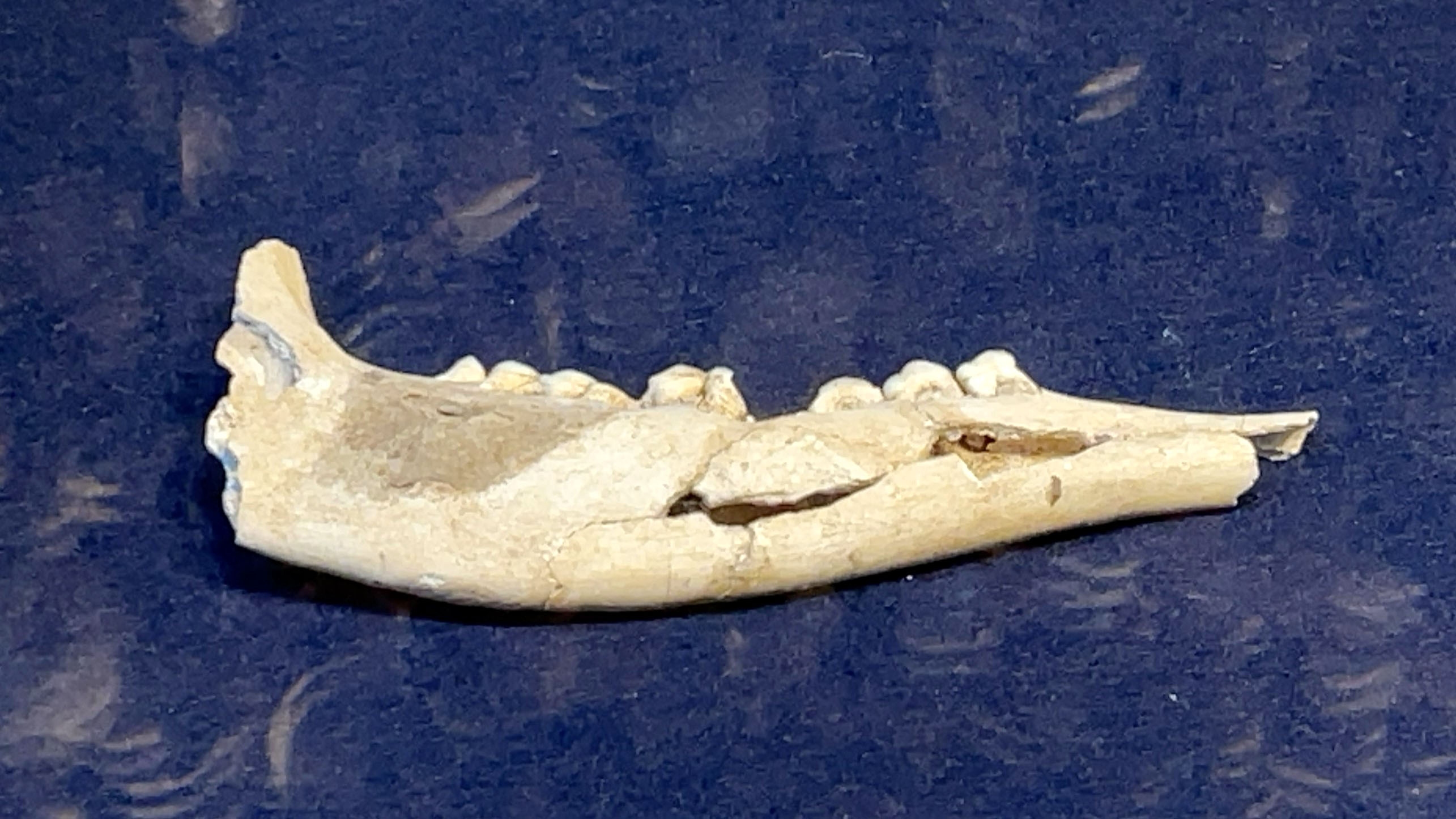
矢毒で変色した鹿の下顎骨（縄文時代後・晩期）

漢方においてトリカブトの塊根から取り出した毒素は附子（ぶす・ぶし）と呼ばれ、強心薬として、また毒薬として使用される。北海道のアイヌ民族は、このトリカブト、あるいは附子を「スルク」と呼び、狩猟に用いてきた。矢の先に塗布するほか、獣道に仕掛けた仕掛け弓「アマッポ」でヒグマやエゾシカを捕らえる。矢の刺さった箇所の周囲の肉を握りこぶしほどの量ほどえぐり取って捨てれば、ほかは食べても問題が無かった。トリカブトの他には、日本近海で多く漁獲されるアカエイの毒針を切り取りそのまま槍先に用いたり、割って毒素を取り出すことも行われた。東北地方では、いわゆるヤマト政権による古代の東北征討において、これに抵抗した蝦夷の人々が毒矢を用いた。関連して、東北のマタギの間では、明治時代に鉄砲が普及するまで毒矢が狩猟に用いられていた。
大和民族においては、『養老律』において附子を用いた暗殺への罰則規定が見られ、猛毒あるいは薬と理解されていたものの、武器として積極的に使用されることはなかった。

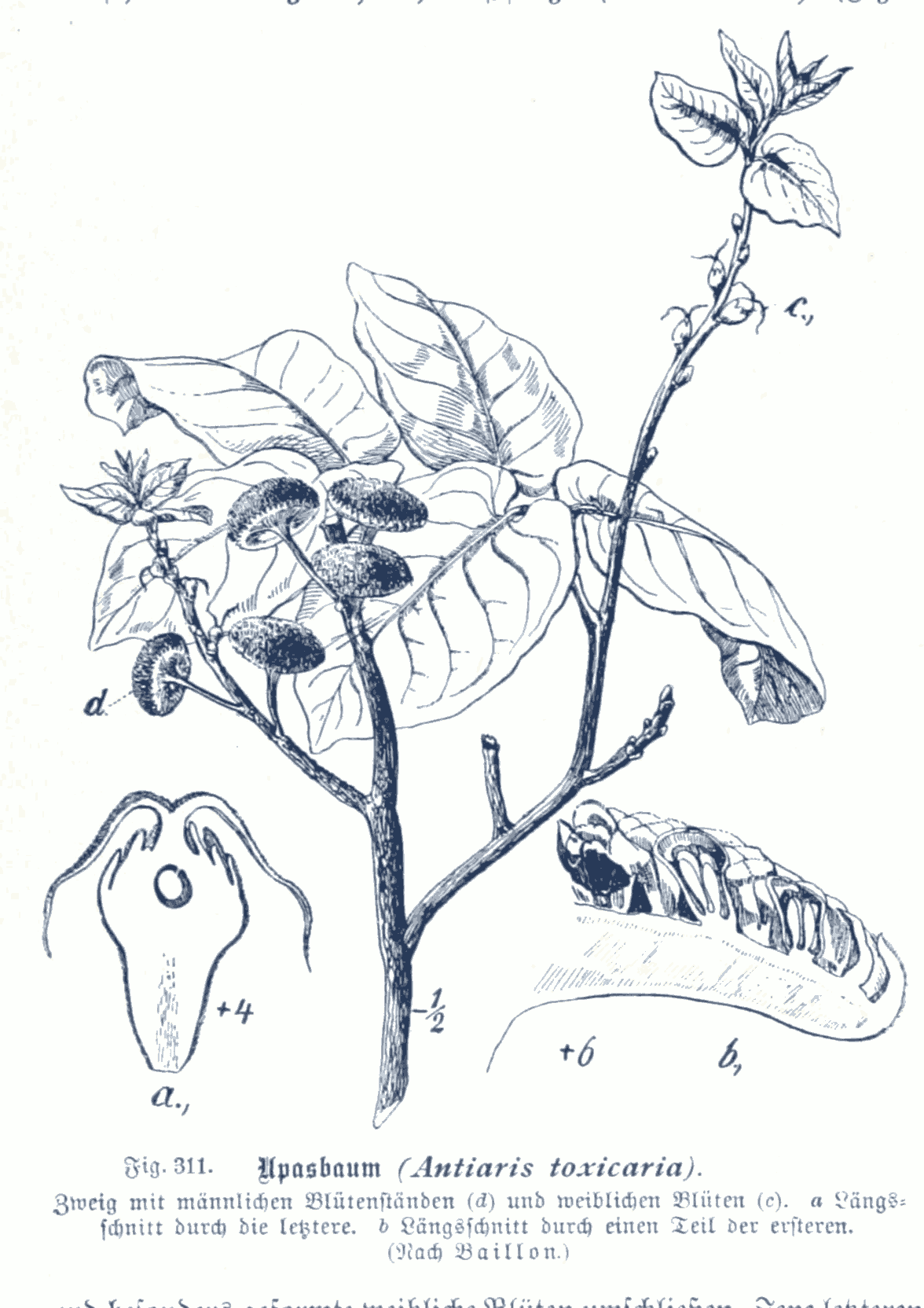
アンチアリス・トクシカリア（イポー）

### 東南アジア
東南アジアの代表的な毒源は、アンチアリス・トクシカリア（Antiaris toxicaria）、地元ではイポーまたはウパスと呼ばれるクワ科の広葉樹の樹液である。この樹木はマレー半島を中心に分布し、ネグリトらは天然ゴムを得る要領で樹液を採取して狩猟に用いる。イポー毒を基本に、サソリ・ムカデ・ヘビ・アカエイ等の毒が補助的に混合される。弓矢よりも主に吹き矢を用いる点も東南アジアの大きな特徴である。
フェルディナンド・マゼランがフィリピンに到達し先住民に服従を要求した際、これに抵抗しマゼランを破ったマクタン島の領主ラプ＝ラプの軍も毒矢を用いた。

### アフリカ

サン人の矢毒壺。

アフリカ大陸で毒矢を用いるのは、サハラ砂漠以南の民族で、ヨーロッパ人によってピグミーと称された中央アフリカの人々や、カラハリ砂漠のサン人（ブッシュマン）らがそれに当たる。アフリカの代表的な毒源は、キョウチクトウ科ストロファントゥス属の植物だが、その他マメ科・トウダイグサ科・ツヅラフジ科・キョウチクトウ科等、地域の植生ごとに豊富な植物毒が用いられる点に特徴がある。本来は狩猟に用いられるものであったこれらの矢毒は、ヨーロッパ人による奴隷狩りが始まると、銃に対抗する手段となった。ヘンリー・モートン・スタンリーのアフリカ探検部隊も、コンゴ川において毒矢による襲撃に遭っている。

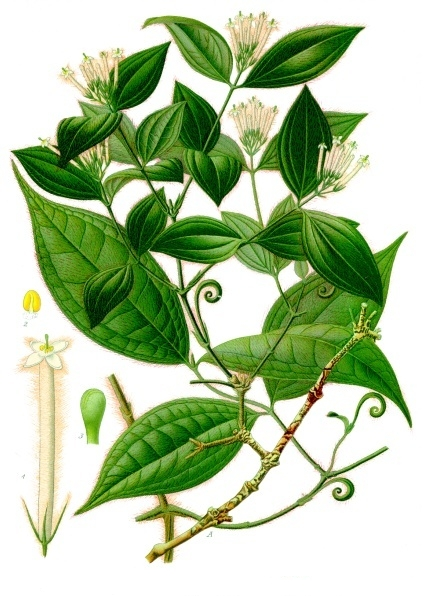
マチン科のストリクノス・トクシフェラ（Strychnos Toxifera）

### 南アメリカ
南アメリカ大陸でインディオら先住民が用いていた毒矢は、大航海時代にスペインのコンキスタドールらヨーロッパの征服者が到着すると、彼らへの抵抗に用いられた。毒矢文化の発達しなかったヨーロッパ人に、これらの矢毒は恐怖と幾分の誇張をもって報じられ、クラーレと総称されるようになった。この毒に関する最古の報告は、マゼランの世界周航に同行したアントニオ・ピガフェッタによるものである。彼は『世界周航記』の中で、1520年、パタゴニアに上陸した際1人の兵士が原住民の毒矢で死亡した旨を記している。イギリスのウォルター・ローリーも1596年刊行の『ギアナ帝国の発見』でクラーレについて述べているが、この時期の報告はクラーレを神秘的・魔術的な毒として誇張とともに描いたものが多い。その後、1800年にアレクサンダー・フォン・フンボルトがオリノコ川一帯で調査を行い、クラーレの製法が明らかになっていった。
クラーレの毒源としては、ツヅラフジ科・マチン科の2種の植物が代表的である。これらクラーレ毒は、「経口的には無毒」という特性があり、狩猟に用いるには最適のものであった。